# WWE NXT: Level Up
WWE NXT: Level Up fue una marca de la promoción de lucha libre profesional estadounidense WWE para su marca NXT, introducida el 18 de febrero de 2022 como reemplazo de 205 Live. El programa presentaba combates grabados antes o después del episodio anterior de NXT.

## Historia
En octubre de 2019, 205 Live y su roster se fusionó con NXT 2.0 en un programa complementario. Por lo que también el Campeonato Peso Crucero de WWE cambiaría de diseño siendo renombrado como Campeonato Peso Crucero de NXT. El 15 de febrero de 2022, el portal PWInsider reportó que WWE se encontraba cesando la producción de episodios de 205 Live, reemplazándolo con NXT Level Up. 205 Live transmitió su episodio final el 11 de febrero, con Level Up estrenándose el 18 de febrero. El episodio final de Level Up se emitió el 27 de diciembre de 2024.

## Personalidades en el aire de NXT: Level Up

### Comentaristas de NXT: Level Up
| Nombre                                 | Fecha                                           |
| -------------------------------------- | ----------------------------------------------- |
| Sudu Shah y Nigel McGuinness           | 18 de febrero de 2022 - 13 de enero de 2023     |
| Matt Camp y Byron Saxton               | 20 de enero de 2023                             |
| Vic Joseph y Byron Saxton              | 27 de enero de 2023 - 10 de febrero de 2023     |
| Blake Howard y Byron Saxton            | 17 de febrero de 2023 - 27 de diciembre de 2024 |
| Blake Howard, Byron Saxton y Mr. Stone | 14 de abril de 2023                             |

### Anunciador del Ring
| Nombre                        | Fecha                                           |
| ----------------------------- | ----------------------------------------------- |
| Alicia Taylor y Kelly Kincaid | 18 de febrero de 2022 – 27 de diciembre de 2024 |